# Zezé Di Camargo e Luciano
Pour les articles homonymes, voir Zeze.
Zezé Di Camargo e Luciano (stylisé Zezé Di Camargo & Luciano) est un groupe brésilien de sertanejo, originaire de Pirenópolis, Goiás. Il est composé de Mirosmar José de Camargo (Zezé Di Camargo) et Welson David de Camargo (Luciano Camargo). Le duo se fait connaître en 1991 avec la sortie du single É o Amor, qui devient un énorme succès au Brésil. Les estimations des ventes du duo varient, certaines sources évoquant plus de 20 millions, tandis que d'autres citent plus de 40 millions d'albums vendus.

## Histoire
En 2014, le duo sort son dernier album studio intitulé Teorias de Raul, qui contient Flores em Vida. Le partenariat avec Gusttavo Lima est présent sur deux titres : Se For Para Judiar, dont les paroles sont signées par lui, et Do Outro Lado da Moeda, qui contient en fait sa voix et apparaît ici en tant que bonus. Cette chanson a été enregistrée à l'origine pour l'album Do Outro Lado da Moeda de Gusttavo. Le groupe Roupa Nova est invité par les frères et participe au morceau Depende. En 2015, le duo sort un nouvel album live-DVD intitulé Flores em Vida - Ao Vivo. Tout se déroule à São Paulo le 16 janvier 2015 au Citibank Hall. Le DVD et le CD reprennent les plus grands succès du duo et comprennent 2 chansons live inédites et 3 titres bonus inédits en studio. Le premier single de l'album s'intitule O Defensor. Des numéros spéciaux font également partie du projet : Zezé Di Camargo chantant en solo les chansons Everything I Do (I Do It For You), un classique de Bryan Adams, et Caruso, de Lucio Dalla ; et Luciano chantant Do Seu Lado, de Nando Reis.
Le 11 juin 2015, ils reçoivent également le 26e Prêmio da Música Brasileira dans la catégorie Meilleur duo populaire. Le 16 mai 2016, ils sortent la chanson Eu e Você, premier single de l'album Dois Tempos, un projet en deux volumes dont le premier est sorti en décembre de la même année. Le second, Dois Tempos - Parte 2 sort en juin 2017 avec Destino comme premier single. En 2019, ils annoncent le retour du projet Amigos avec Chitãozinho e Xororó et Leonardo, et la même année, le 7 septembre, ils enregistrent un spécial du projet à São Paulo qui est converti en un album intitulé A História Continua - Ao Vivo em São Paulo et qui est diffusé comme spécial de fin d'année le 18 décembre sur TV Globo.
En mai 2020, en raison de la pandémie de Covid-19, ils rééditent le morceau Já Deu Tudo Certo, tirée de l'album homonyme sorti en 2005.

## Discographie
- 1991 : Zezé Di Camargo e Luciano (réédité entre 1991 et 2005, 2008 et 2012)
- 2000 : Zezé Di Camargo e Luciano ao Vivo
- 2006 : Diferente
- 2009 : Duas Horas de Sucesso (aussi édité en DVD)
- 2010 : Double Face
- 2013 : Teorias
- 2014 : Teorias de Raul
- 2015 : Flores em Vida (aussi édité en DVD)
- 2016 : Dois Tempos
- 2017 : Dois Tempos - Parte 2

## Cinéma et théâtre
- 2 Filhos de Francisco - réalisé par Breno Silveira (5,3 millions de spectateurs[7])
- 2 Filhos de Francisco - O Musical[7]